# Acrocercops theaeformisella
Acrocercops theaeformisella là một loài bướm đêm thuộc họ Gracillariidae. Nó được tìm thấy ở Madagascar.
Ấu trùng ăn Aphloia theiformis. Chúng có thể ăn lá nơi chúng làm tổ.